# الجد بن قيس
الجد بن قيس بن صخر بن خنساء بن سنان بن عبيد بن عدي بن غنم بن كعب بن سلمة الخزرجي، يكنى: أبا عبد الله هو ابن عم البراء بن معرور، وكان ممن يظن فيه النفاق.
قال رسول الله -ﷺ - وهو في جهازه غزوة تبوك للجد بن قيس أخي بني سلمة: «هل لك يا جد العام في جلاد بني الأصفر؟» فقال: «يا رسول الله، أوتأذن لي، ولا تفتني؟ فوالله لقد عرف قومي ما رجل أشد عجباً بالنساء مني، وإني أخشى إن رأيت نساء بني الأصفر أن لا أصبر عنهن!» فأعرض عنه رسول الله -ﷺ - وقال: «قد أذنت لك» (تفسير ابن كثير).
فجاءه‌ ابنه‌ عبد الله‌ بن‌ الجدّ، وكان‌ بدريّاً، وهو أخو مُعَاذ بن‌ جَبَل‌ لاُمّه‌، فقال‌ لأبيه‌: «لِمَ تردّ علی‌ رسول‌ الله‌ مقالته‌؟! فو الله‌ ما في‌ بَنِي‌ سَلِمَة‌ أكثر مالاً منك‌! ولا تخرج‌ (مع‌ رسول‌ الله‌) ولا تحمل‌ أحداً (أي‌ ولا تدفع‌ حصانك‌ وبعيرك‌ إلی‌ آخر فيخرج‌ مع‌ رسول‌ الله‌)؟!» قال‌ (الجدّ): «يا بُني‌ّ! ما لي‌ وللخروج‌ في‌ الريح‌ والحرّ والعسرة‌ إلی‌ بني‌ الأصفر؟ والله‌! ما آمن‌ خوفاً من‌ بني‌ الأصفر؛ وإنّي‌ في‌ منزلي‌ بخُرْبَي‌! فأَذهب‌ إلیهم‌ فأغزوهم‌! إنّي‌ والله‌ يا بني‌ّ عالم‌ بالدوائر!»
فأغلظ‌ له‌ ابنه‌، فقال‌: «لا والله‌، ولكنّه‌ النفاق‌! والله‌ لينزلنّ علی‌ رسول‌ الله‌ -صلّى الله‌ علیه‌ وسلّم‌- فيك‌ قرآن‌ يقرأونه‌!» ونزل فيه قول الله -تعالى: {وَمِنْهُم مَّن يَقُولُ ائْذَن لِّي وَلاَ تَفْتِنِّي أَلاَ فِي الْفِتْنَةِ سَقَطُواْ وَإِنَّ جَهَنَّمَ لَمُحِيطَةٌ بِالْكَافِرِينَ} (التوبة:49)، فقال جد بن قيس: قد علمت الأنصار أني إذا رأيت النساء لم أصبر حتى أفتتن، ولكن أعينك بمالي فنزلت: {وَمِنْهُم مَّن يَقُولُ ائْذَن لِّي وَلاَ تَفْتِنِّي}. الآية.
وكان قد ساد في الجاهلية جميع بني سلمة فانتزع رسول الله سؤدده. روي عن ابن عباس، ومجاهد، وغير واحد: أنها نزلت في الجد بن قيس. وقد كان الجد بن قيس هذا من أشراف بني سلمة، وفي الصحيح: أن رسول الله - ﷺ - قال لهم: من سيدكم يا بني سلمة؟ قالوا: الجد بن قيس، على أنا نبخله فقال رسول الله - ﷺ - : وأي داء أدوأ من البخل، ولكن سيدكم الفتى الأبيض الجعد بشر بن البراء بن معرور. وجعل مكانه في النقابة عمرو بن الجموح، وحضر يوم الحديبية، فبايع الناس رسول الله جميعهم إلا الجد بن قيس لم يبايع، فإنه استتر تحت بطن ناقته.
أخبرنا عبيد الله بن أحمد بن علي بإسناده إلى يونس بن بكير، عن ابن إسحاق قال: «ولم يتخلف عن بيعة رسول الله أحد، يعني في الحديبية، من المسلمين حضرها إلا الجد بن قيس أخو بني سلمة، قال جابر بن عبد الله: لكأني أنظر إليه لاصقاً بإبط ناقة رسول الله قد صبا إليها، يستتر بها من الناس.»